# Entedonomphale nubilipennis
Entedonomphale nubilipennis is een vliesvleugelig insect uit de familie Eulophidae. De wetenschappelijke naam is voor het eerst geldig gepubliceerd in 1916 door Williams.